# Kherrata
Kherrata (în arabă خراطة) este o comună din provincia Béjaïa, Algeria.
Populația comunei este de 35.077 de locuitori (2008).